# Siglufjörður (Fjord)
Der Siglufjörður ist ein Fjord im Nordosten von Island.
Dieser Fjord liegt westlich vom Ólafsfjörður und Héðinsfjörður im Norden der Halbinsel Tröllaskagi.
Er ist etwa 3,5 km breit und reicht 6,5 km weit ins Land.
Am Westufer verläuft der Siglufjarðarvegur , der durch den 830 m langen Tunnel Strákagöng den Fjord erreicht.
Hinter dem Ort Siglufjörður führt die Straße nach Osten durch den westlichen Teil des Héðinsfjarðargöng.
Der Ort hat 1182 Einwohner (Stand 1. Januar 2023) und war in den 1950er Jahren während des Heringsbooms eine der größten Städte des Landes.
Innen im Fjord mündet die Fjarðará.
Bei ihr führt der Skarðsvegur  zunächst in das örtliche Skigebiet und dann auf den 630 m hohen Siglufjarðarskarð.
Bevor der Strákagöng eröffnet wurde, war der Weg die einzige Straßenverbindung in den Fjord.
Er ist kurvenreich, nicht wintersicher und jetzt nur im Sommer passierbar.
Innen am Ostufer liegt der örtliche Flughafen.